# Partei für Franken
El Partei für Franken (DIE FRANKEN), también conocido como Frankenpartei, es un partido político alemán de orientación regionalista, existente en el estado federado alemán de Baviera, que busca promover los intereses de los franconios.

## Programa
El partido está comprometido con el empoderamiento económico de Franconia en Baviera, Alemania y Europa. Lamenta la existencia de una división norte-sur en Baviera, ya que en el sur de Baviera se han asentado más empresas que en Franconia y la renta per cápita en el norte es mucho más baja.
Un desprendimiento de Franconia de Baviera y la formación de un "Estado franco" no es un objetivo del partido, a menos que se de una reorganización general de los estados federados. El partido apoya la fusión de los tres distritos francos en un solo distrito dentro de Baviera. En caso de que Baviera abandone Alemania y se establezca como estado autónomo, el partido tiene como objetivo que Franconia permanezca como parte de Alemania.
El partido apoya la introducción de un salario mínimo y está en contra del ACTA. Además, el partido exige la introducción de energías renovables  y apoya la resistencia contra la corriente continua de alta tensión.

## Organización
Al momento de su fundación en 2009, contaba con 52 miembros, Esta cifra se elevó a 300 en 2014. El partido publica su propio periódico, Franken im Blick.

## Resultados electorales
En las Elecciones estatales de Baviera de 2013 obtuvieron el 0,7% de los votos, y en las elecciones estatales de Baviera de 2018 un 0,2%. Está representado en varios parlamentos locales.